# 古今東西落語家事典
『古今東西落語家事典』(ここんとうざいらくごかじてん）は、1989年に平凡社から出版された、江戸時代から昭和にかけての、江戸・上方の落語家の情報を集めた事典。編集は、「諸芸懇話会」と「大阪芸能懇話会」が担当した。

## 内容
歴史上の主な落語家（故人）を紹介した本編部、1989年1月7日現在の「現役落語家名鑑」、名跡別の「索引小辞典」に大別される（それぞれ「（江戸・）東京（篇）」「上方（篇）」に分かれる）。

## 編集方針
巻頭の「はじめに」において、「本書が目指したのは、ここの落語家に関する正確な事実の発掘と確認であり、さらには、芸風やエピソードを踏まえた『生きた同時代像』の再現であった」とその編集方針が語られている。
江戸・東京篇を「諸芸懇話会」が、上方篇を「大阪芸能懇話会」が担当し、両団体に所属していた山本進が東西の連絡係となった。戸田学によると当時大阪の落語研究は東京に比べて約30年遅れており、大阪芸能懇話会のメンバーはまず資料集めから入ったという。本編部について、江戸・東京篇は執筆担当者を個々に記しているのに対し、上方篇は担当を分けて執筆してから全体を再編集する手順をとり、無記名となっている。上方篇については掲載する落語家の記述量について、落語史での貢献度で特A・A・特B・B・特C・C（それ以外に索引小辞典にのみ掲載する者）にランク付けした。大阪芸能懇話会の豊田善敬は、上方篇の全体構成と落語家別の記述量を3代目桂米朝に相談してアドバイスを受けた。

## 編集者
以下のメンバーであった（諸芸懇話会は「執筆者」、大阪芸能懇話会は「連名」）。実際に執筆した諸芸懇話会には、現役落語家が2名含まれている。
諸芸懇話会
- 伊藤信一
- 岡田則夫
- 倉田喜弘
- 斎藤忠市郎
- 芝清之
- 橘左近
- 延広真治
- 二村文人
- 8代目都家歌六
- 保田武宏
- 山本進
- 吉田章市
- 6代目柳亭燕路

大阪芸能懇話会
- 家塚一平
- 大久保丞二
- 荻田清
- 岡田博明
- 小佐田定雄
- 4代目桂文紅
- 3代目桂米朝
- 3代目桂米之助
- 3代目旭堂小南陵
- 芝光男
- 田中靖治
- 橘右一郎
- 谷本健
- 土居郁雄
- 東使英夫
- 豊田善敬
- 林喜代弘
- 樋口保美
- 肥田晧三
- 前田憲司
- 森西真弓

## 評価
刊行当時は「画期的な書籍」と評されたが、戸田学は2014年の時点で「発刊から年月が経ち、上方落語研究も相当の進化を得た今日、同書の記述を精査せずにそのまま使うのは時代遅れの感があるのは否めない」という見解を著書に記している。

## 書誌情報
- 諸芸懇話会、大阪芸能懇話会 編『古今東西落語家事典』平凡社、1989年4月。ISBN 9784582126129。

戸田学によると、4刷までの増刷ごとに訂正が加えられているという。